# Evosmos

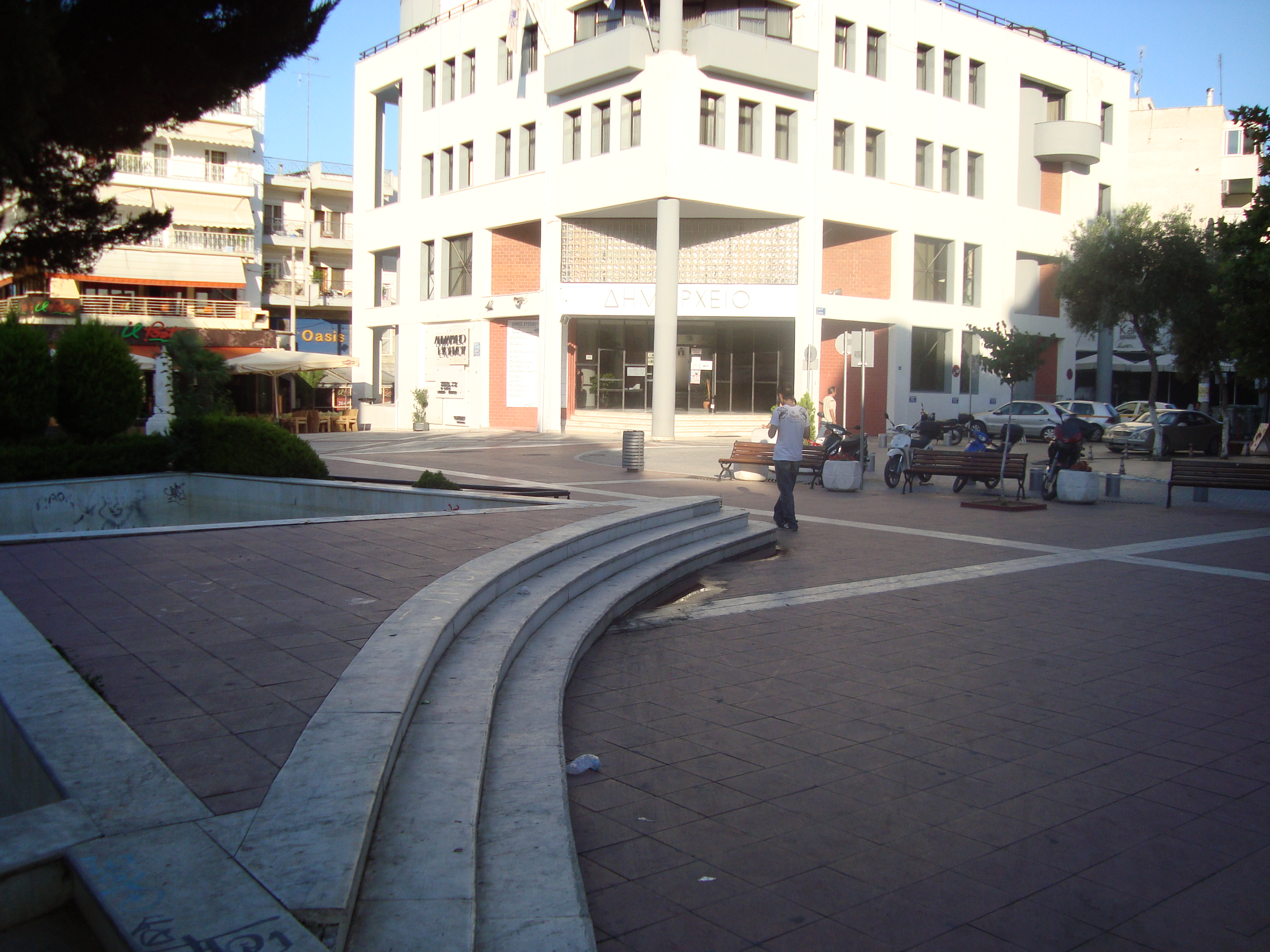
Der zentrale Platz (Platia) von Evosmos

Evosmos (griechisch Εύοσμος (m. sg.); alternative Bezeichnung: Neo Kordelio) ist eine Stadt in der griechischen Region Zentralmakedonien. 
Evosmos hieß ursprünglich Neos Koukloutzas (Νέος Κουκλουτζᾶς). Unter diesem Namen gelangte es 1926 zur Landgemeinde Harmanköy (gr. Charmankioi Χαρμάνκιοϊ, 1927 umbenannt in Stathmos Σταθμός), 1934 zur Gemeinde Kordelio (Κορδελιό). 1955 erfolgte die Umbenennung der Siedlung in Evosmos (dt. etwa ‚Wohlgeruch‘), das gleichzeitig zum Sitz der Landgemeinde wurde, die sich fortan ebenfalls Evosmos nannte und unter diesem Namen 1972 zur Stadtgemeinde (dimos) erhoben wurde. Mit der Verwaltungsreform 2010 wurde der Dimos Evosmos mit der Nachbargemeinde Eleftherio-Kordelio zur neuen Gemeinde Kordelio-Evosmos vereint, deren Sitz es seither bildet.
Evosmos befindet sich im Nordwesten der Metropolregion Thessaloniki. Zum Gebiet Evosmos’ gehört die Hälfte des Siedlungsgebietes bzw. Stadtviertels Ilioupoli. Die andere Hälfte gehört zur Gemeinde Pavlos Melas.
1821, kurz vor Beginn der Griechischen Revolution, wurde auf dem heutigen Gebiet von Evosmos eine Kirche errichtet, welche dem heiligen Athanasios geweiht ist und auch in der Gegenwart noch besteht. 1922 bis 1923 stieg die Einwohnerzahl von Evosmos erstmals deutlich durch den Zuzug von Griechen aus Kleinasien im Rahmen des im Vertrag von Lausanne (1923) nach der griechischen Niederlage im Griechisch-Türkischen Krieg (1919–1923) vereinbarten „Bevölkerungsaustausch“.
Evosmos hatte bis zu den 1980er Jahren eine nicht stark verdichtete Siedlungsstruktur. 1981 hatte Evosmos eine Einwohnerzahl von 26.528. In den nachfolgenden Jahren erweiterte Evosmos seine Einwohnerzahl sehr stark, in dem auf dem Gemeindegebiet Bauland ausgewiesen wurde. 1991 zählte die Gemeinde Evosmos 28.821 Einwohner. Im Jahr 2001 hatte Evosmos schon 52.624 Einwohner und zählte damit zu den größeren Städten in Griechenland.
Im Stadtgebiet von Evosmos befinden sich drei Kirchenbauten: Agios Athanasios (älteste von 1821), Evangelismos und Tris Ierarches (Neubau). Evosmos verfügt über ein öffentliches Kino sowie ein Kulturzentrum. Im nördlichen Teil Nea Politia von Evosmos befindet sich das Gemeindesportzentrum, in dem 2003 Vorrundenspiele der Basketball-Weltmeisterschaft der Junioren ausgetragen wurden. Der lokale Fußballverein Agrotikos Asteras spielt in der zweiten griechischen Fußballliga.